# Otto Jessen (Pädagoge)

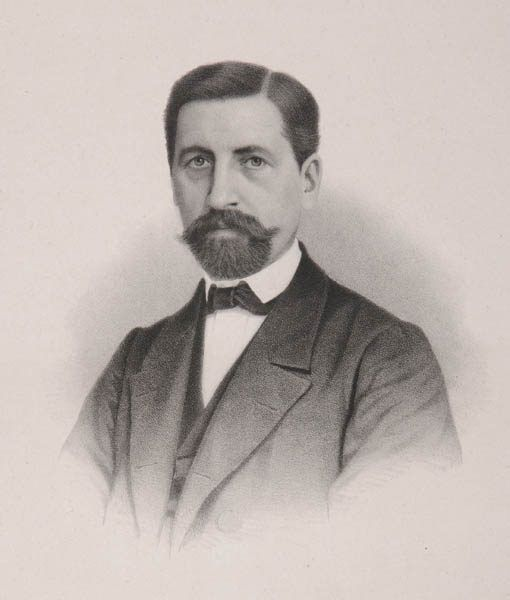
Otto Jessen. Lithographie von Heinrich Aschenbrenner (um 1860–1870)

Hans Otto Jessen (* 26. Dezember 1826 in Schleswig; † 28. März 1904 in Berlin) war ein deutscher Pädagoge.

## Leben und Wirken als Pädagoge
Otto Jessen war der jüngste Sohn des Psychiaters Peter Willers Jessen und dessen Ehefrau Amalie, geborene Eccardt. Er hatte eine Schwester und fünf ältere Brüder, von denen zwei früh verstarben. Er verbrachte Kindheit und Jugend in guten Verhältnissen und besuchte bis zum 14. Lebensjahr eine Privatschule. Danach bekam er Privatunterricht in alten und neuen Sprachen, Mathematik und Zeichnen. Im 18. Lebensjahr erhielt er bei einem Landvermesser in Schleswig eine Ausbildung im Feldmessen und Nivellieren. Anschließend studierte er für zwei Jahre Geodäsie an der Universität Kiel. Im Winter 1847/48 ging er nach Berlin, wo er Mathematik und Physik studieren wollte.
Anstelle des Studiums meldete sich Jessen freiwillig zur Armee, um im Deutsch-Dänischen Krieg zu kämpfen. Im Februar 1851 verließ er das Heer und führte danach für drei Jahre die Dampfmühle eines nahen Verwandten. Mit der Absicht, Lehrer zu werden, reiste er 1855 mit Unterstützung des holsteinischen Ministeriums acht Monate durch Deutschland. Während der Reise sammelte er Informationen über die Organisation gewerblicher Schulen und deren Unterrichtsinhalte. In der Zwischenzeit lernte er in Hamburg bei Heinrich Borchert Lübsen Mathematik und bei Friedrich Heimerdinger Zeichnen.
Nach der Reise zog Jessen nach Altona und übernahm im Herbst 1856 Lübsens Lehrstelle für Mathematik und Mechanik an der Gewerbeschule der Patriotischen Gesellschaft von 1765. Außerdem unterrichtete er Mathematik und Freihandzeichnen an einer Sonntagsschule in Altona. Ostern 1857 richtete er eine eigene Polytechnische Vorlesungsanstalt ein, an der er Mathematik, Naturwissenschaften, Zeichnen und Feldmessen lehrte. Im selben Jahr heiratete er Luise Engel. Mit seiner Frau, deren Vater schleswig-holsteinischer Regierungsrat war, hatte er fünf Kinder.
1860 verlegte Jessen die Polytechnische Fortbildungsanstalt nach Hamburg. Außerdem schloss er sich als reguläres Mitglied der Patriotischen Gesellschaft an, in der zu dieser Zeit ausführlich über die weitere Entwicklung der gewerblichen Ausbildung diskutiert wurde. Da die von der Gesellschaft getragene eigene Gewerbeschule keine zeitgemäße Ausbildung sicherstellen konnte, sollte die Bildungseinrichtung vom Staat finanziert und modernisiert werden. An den Überlegungen hierzu hatte Jessen wesentlichen Anteil.
In der Folgezeit richtete die Stadt nach Beschlüssen von Senat und Bürgerschaft eine allgemeine Gewerbeschule mit angeschlossener Schule für Bauhandwerker ein. Der Senat ernannte Jessen am 13. Februar 1865 zum Direktor der neuen Bildungseinrichtungen. Als Schulleiter betreute er in der am 7. Mai 1865 eröffneten Allgemeinen Gewerbeschule 150 Schüler. Am 1. November desselben Jahres nahmen auch 57 Schüler erstmals am Unterricht der Bauhandwerkerschule teil, die sich in dem Gebäude der Patriotischen Gesellschaft befand. Jessen leitete beide Schulen bis zum Juni 1880.
Danach wechselte Jessen nach Berlin. Dort übernahm er die Aufgabe, eine der Hamburger Einrichtung nachempfundene Gewerbeschule einzurichten. Jessen führte die Handwerkerschule (später: 1. Handwerkerschule) von Oktober 1880 bis an sein Lebensende als Direktor. Das Schulgebäude befand sich anfangs in der Kurstraße 52.53, seit etwa 1895 in der Lindenstraße 97–98. Auch in Berlin widmete er sich insbesondere der Mathematik und Zeichnen. Das preußische Kulturministerium beauftragte ihn während dieser Zeit, den Zeichenunterricht an preußischen Gewerbeschulen zu inspizieren.
Der preußische König ehrte Jessen für seine Leistungen mit der goldenen Medaille für Verdienste um die Gewerbe.
Der Philologe Otto Jessen und der Architekt Hans Jessen waren seine Söhne. Jessens Tochter Auguste heiratete 1882 den Althistoriker Otto Seeck.

## Ehrenamtliches Engagement
Jessen engagierte sich auch nebenberuflich für die Weiterbildung von Jugendlichen, die einer Beschäftigung nachgingen. Seit 1864 gehörte er einer Bildungskommission des Bildungsvereins für Arbeiter an. Das Ehepaar Jessen unterstützte als aktives Mitglied den Verein zur Förderung weiblicher Berufsbildung und Erwerbsthätigkeit. Otto Jessen sprach während der Gründungsversammlung am 18. Februar 1867 und erläuterte sein Konzept für die Einrichtung einer Mädchenschule: Die Einrichtung solle nicht nur Kenntnisse in den Fächern Deutsch, Mathematik, Naturlehre oder Zeichnen vermitteln, sondern Hilfe für spätere Tätigkeiten in Haushalt und Beruf bieten. Dazu schlug er vor, Nähen, Maßnehmen und Zuschneiden, Putzen und gewerbliches Fachzeichnen zu unterrichten. Die Mädchenschule eröffnete am 1. Mai 1867 und hatte anfangs 36 Schülerinnen.
Als Mitglied der Patriotischen Gesellschaft von 1867 widmete sich Jessen zumeist dem 1877 eröffneten Museum für Kunst und Gewerbe, das der Allgemeinen Gewerbeschule angegliedert wurde. Während der Zeit in Berlin rief er im September 1887 den Verband deutscher Gewerbeschulmänner ins Leben, dessen Vorsitz er selbst übernahm. Später wurde er zum Ehrenvorsitzenden ernannt.
Er war zudem Außerordentliches Mitglied im Hamburger Künstlerverein von 1832.